# Германия-83
«Германия-83» (нем. Deutschland 83) — немецкий телесериал — шпионский боевик и политический триллер, снятый немецкой компанией UFA-Fiction в результате сотрудничества американского кабельного телеканала SundanceTV и немецкого RTL Television, по оригинальной идее Анны Вингер. Впервые телесериал вышел в США, и лишь потом в Германии.

## Сюжет
Германия, осень 1983 года. США намереваются разместить в ФРГ ракеты средней дальности Першинг-2. Молодой пограничник из ГДР Мартин Раух внезапно получает предложение от Главного управления внешней разведки Штази стать секретным агентом в Бундесвере, чтобы выяснить намерения Запада. Под видом обер-лейтенанта Морица Штамма (псевдоним «Колибри») он становится адъютантом западногерманского генерала Эделя, знакомится с его семьей и быстро получает доступ к сверхсекретным документам НАТО...

## В ролях

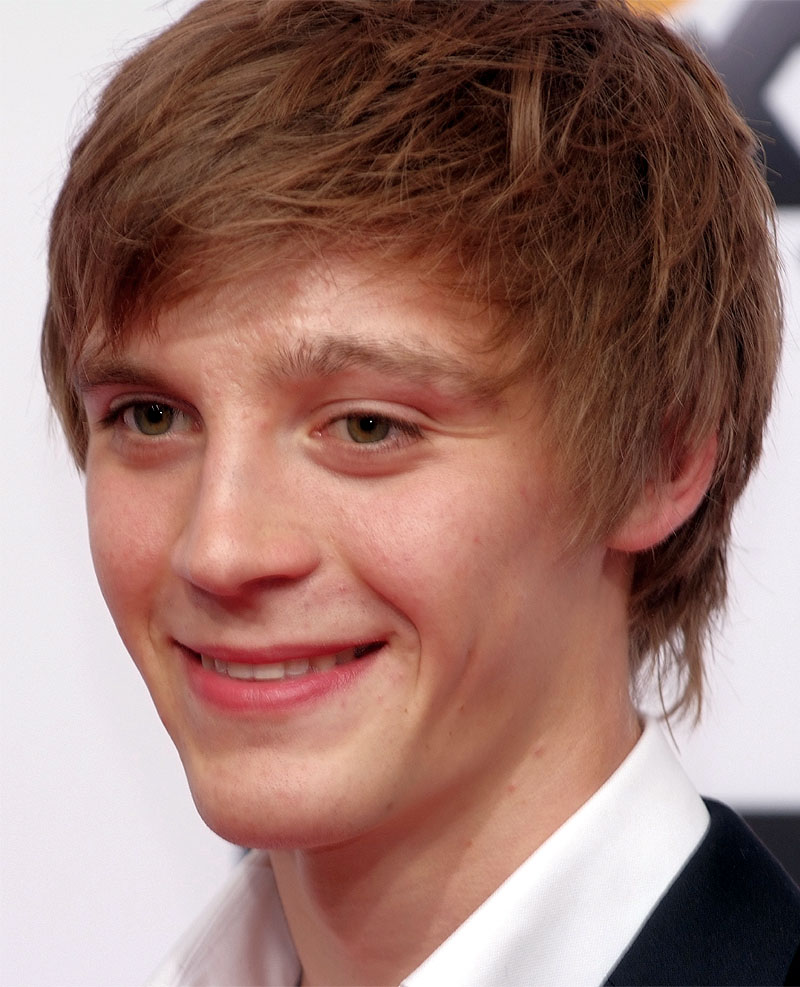
Йонас Най[англ.] — Мартин Раух, восточногерманский пограничник, затем агент внешней разведки Штази
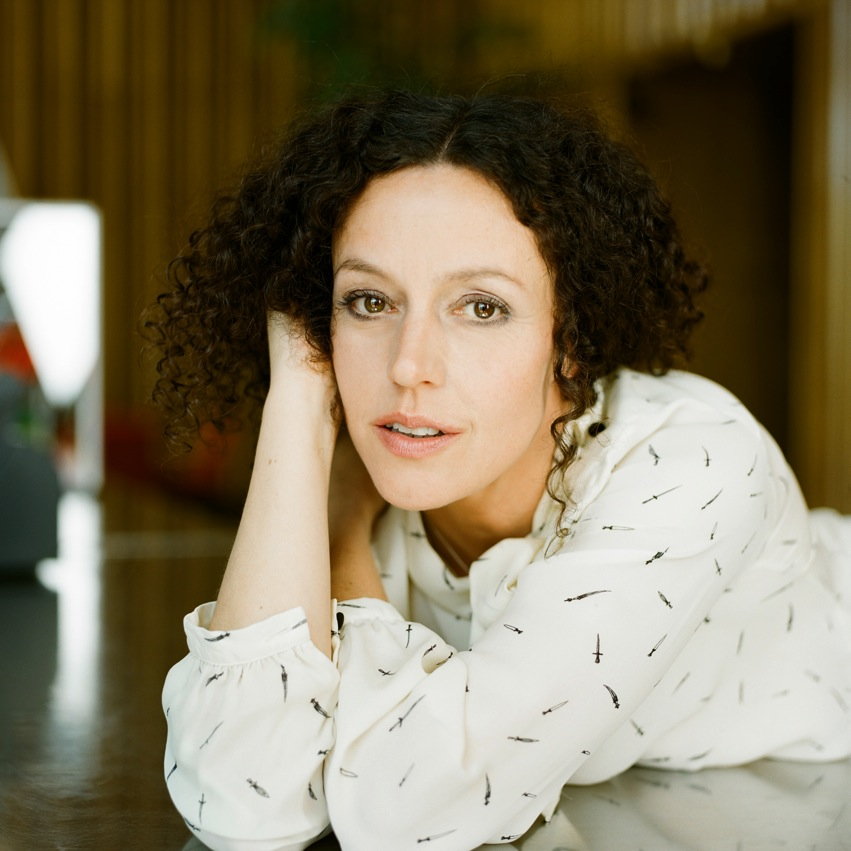
Мария Шрадер — Ленора Раух, тетя Мартина Рауха, атташе по культуре в Постоянном представительстве ГДР в ФРГ и агент внешней разведки Штази
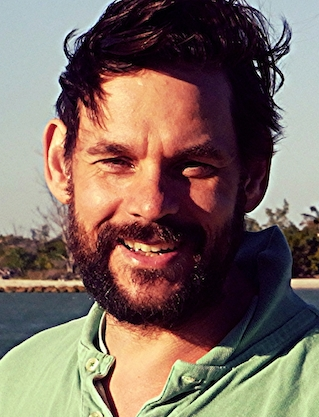
Александр Байер — Тобиас Тишбир, профессор Боннского университета и агент Штази в ФРГ
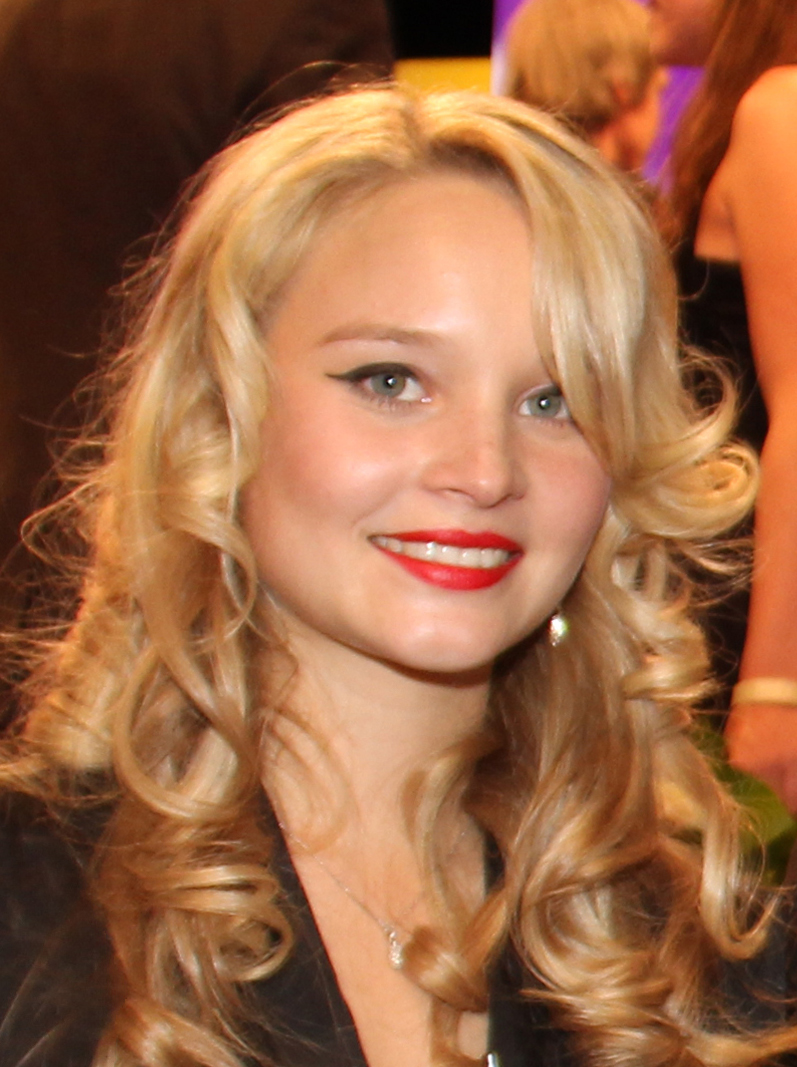
Соня Герхардт[англ.] — Аннетт Шнайдер, невеста Мартина, школьная учительница
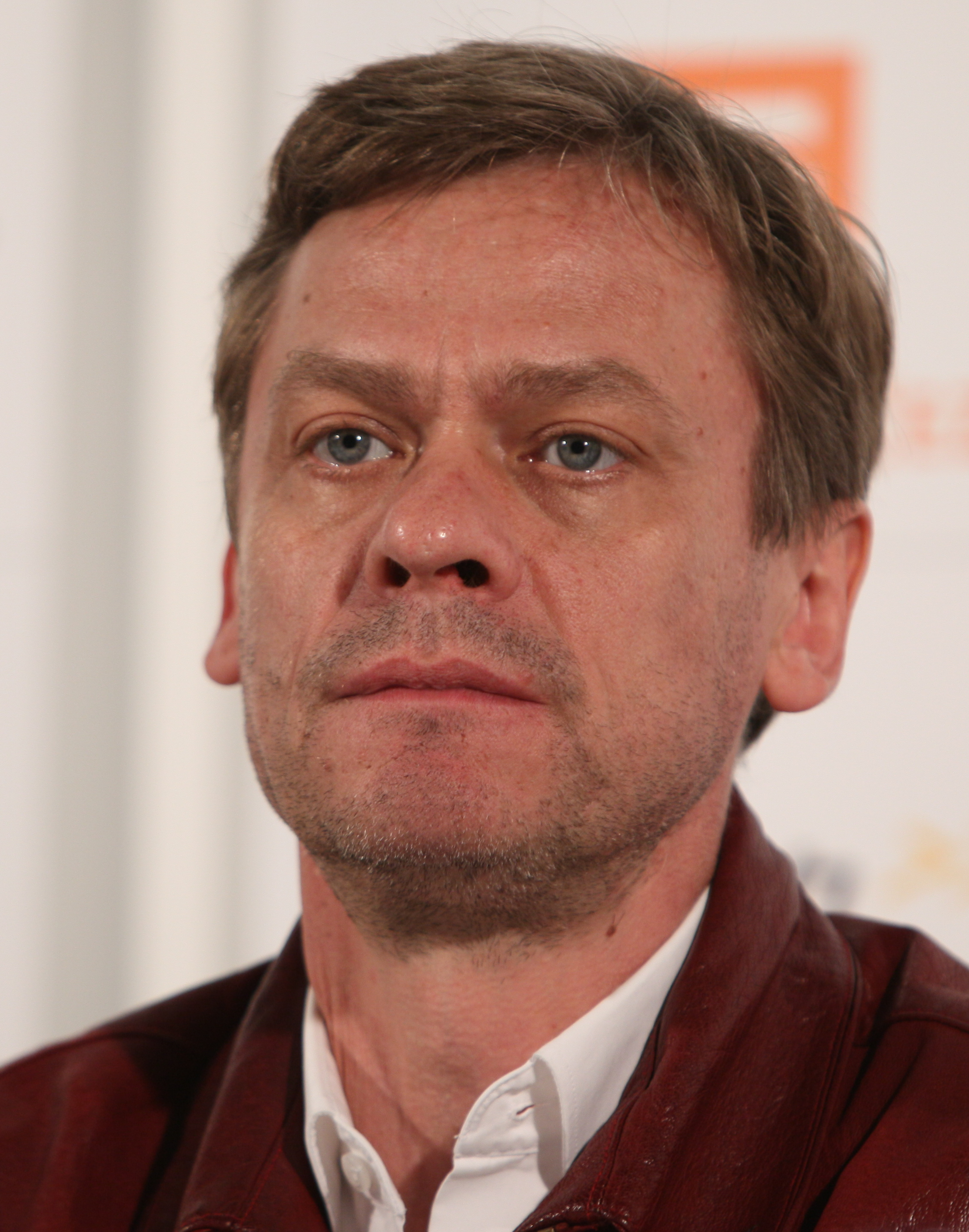
Сильвестр Грот — Вальтер Швеппенштетте генерал-майор Главного управления внешней разведки Штази
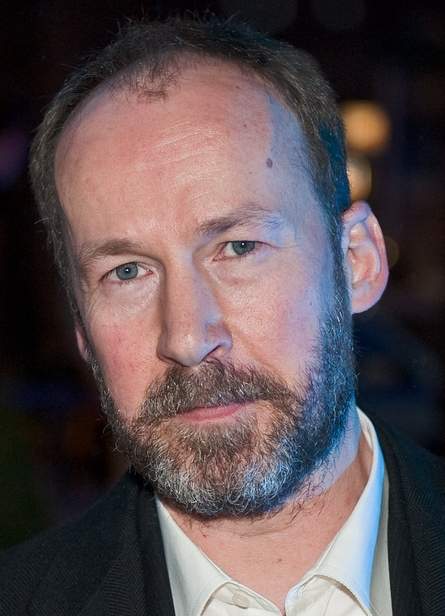
Ульрих Нётен[англ.] — Вольфганг Эдель, генерал Бундесвера
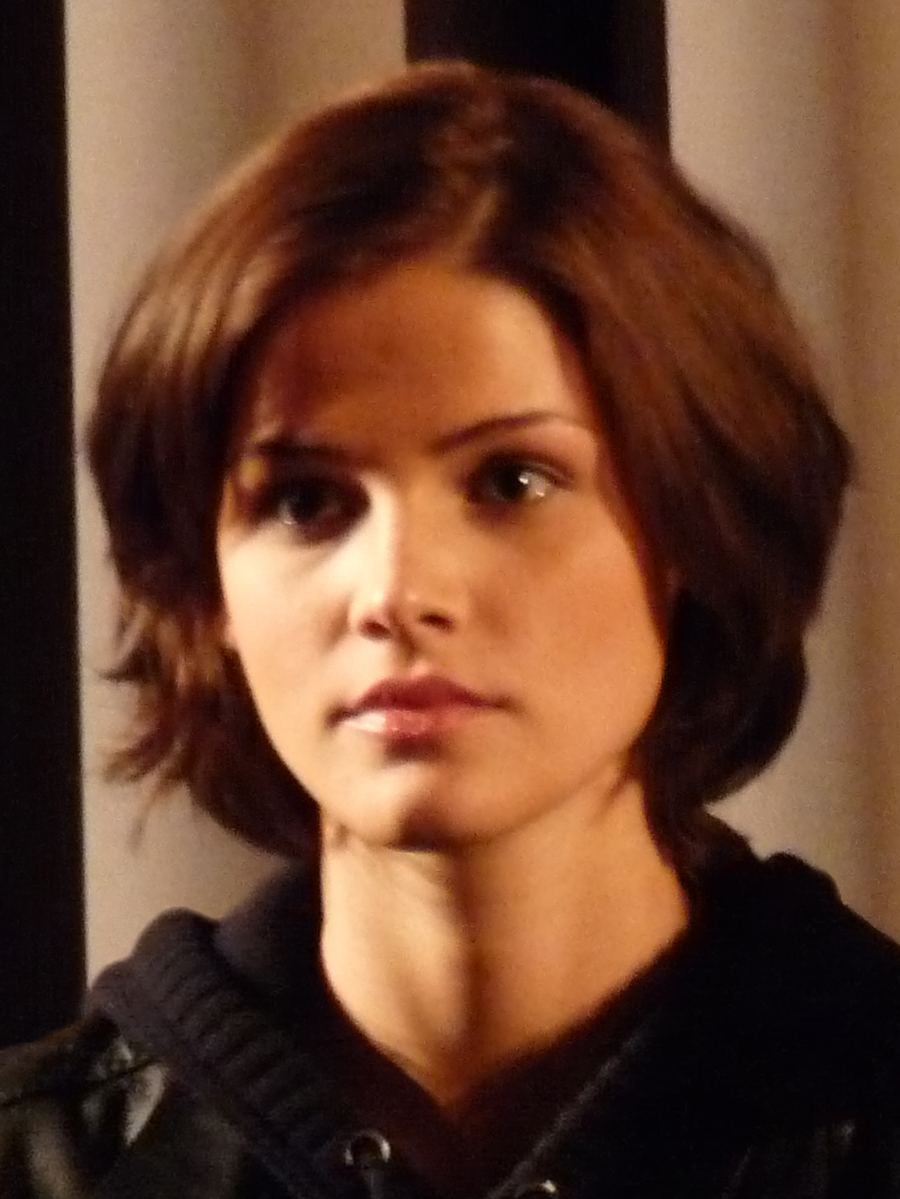
Лиза Томашевски[англ.] — Ивонн Эдель, дочь Вольфганга Эделя
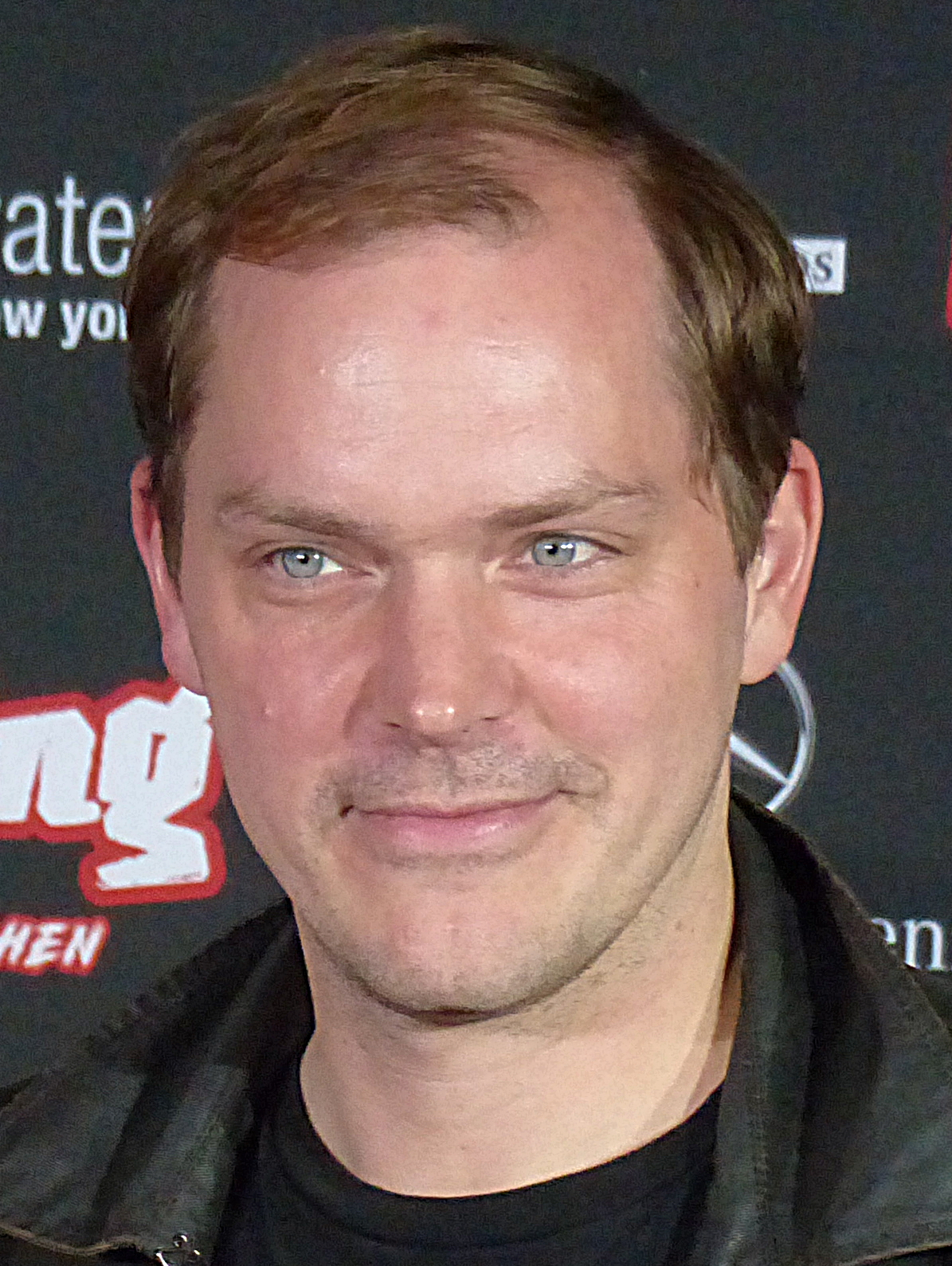
Годехард Гизе[нем.] — Карл Крамер, офицер Бундесвера и агент внешней разведки Штази
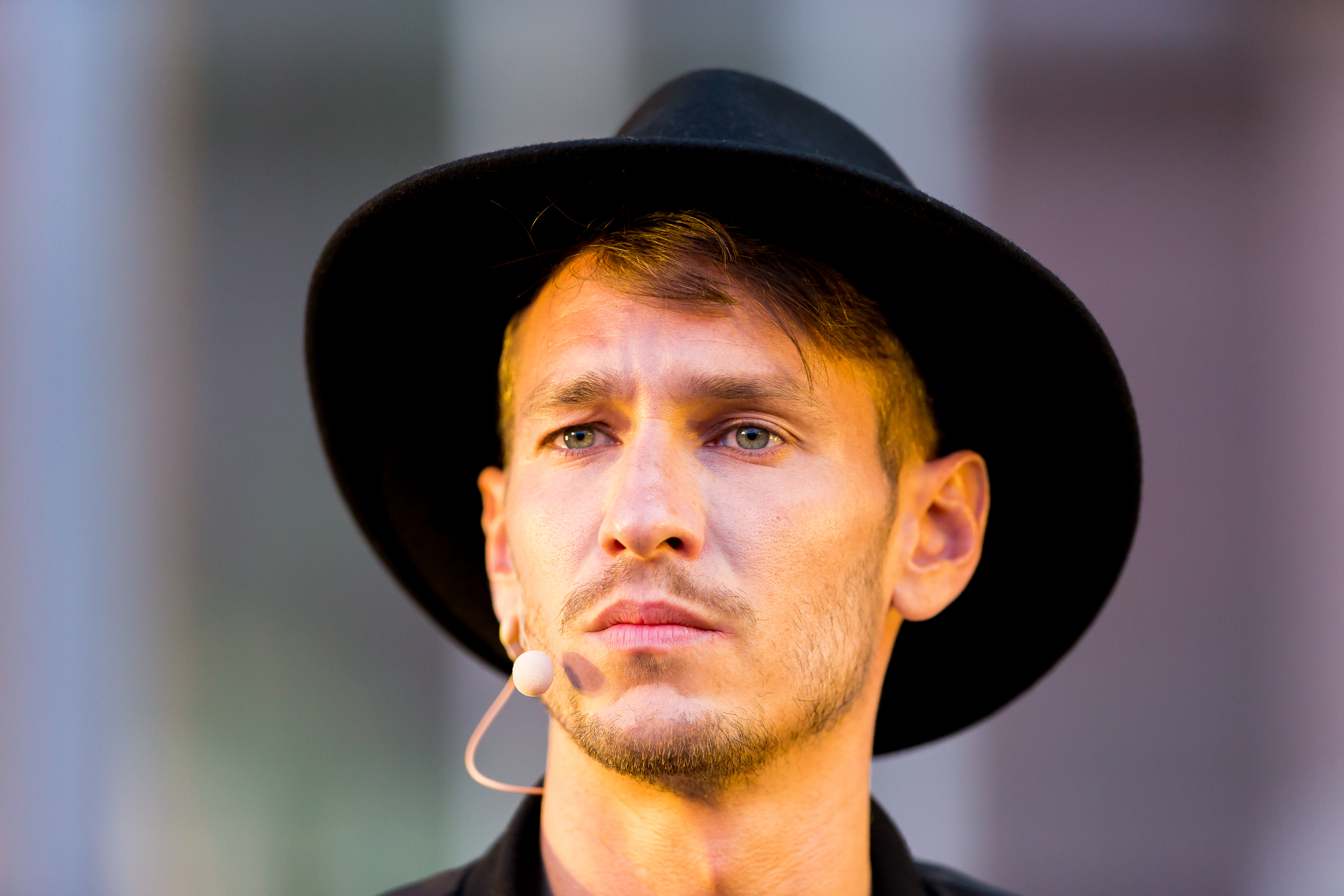
Владимир Бурлаков — Томас Посимски

## Список серий

### Сезон 1
1. Квантовый скачок (Quantum Jump)
2. Смелый парень (Brave Guy)
3. Атлантический лев (Atlantic Lion)
4. Северная свадьба (Northern Wedding)
5. Холодный огонь (Cold Fire)
6. Пункт «Бренди» (Brandy Station)
7. Храбрый защитник (Bold Guard)
8. Опытный лучник (Able Archer)

## Исторические параллели
- Персонаж «Колибри» имеет своего прототипа — восточногерманского агента Райнера Руппа, работавшего под псевдонимом «Топаз». Однако Рупп, в отличие от Рауха, родился и вырос в ФРГ и был завербован на волне событий 1968 года.
- Рупп так же, как и Раух, уверял свое руководство в ГДР, что США не намерены нападать на СССР во время учений «Able Archer»[2].
- Раух действует как типичный агент «Ромео», то есть соблазняет секретаршу из штаб-квартиры НАТО. Этот приём широко использовался разведкой Штази: так, в частности, были завербованы Габриэла Гаст и Урзель Лоренцен.
- Поводом к написанию сценария послужило воспоминание Йорга Вингера о своей службе в роте связи в 1980-е годы. Однажды на Рождество была принята радиограмма с Востока: «Счастливого Рождества Йорг», после чего он стал подозревать, что в его части находится восточногерманский шпион.

## Критика и отзывы
Премьера первых двух серий прошла на очередном Берлинале, где сериал получил похвалу критиков.
Критик Шпигеля Клаудиа Фойгт отметила, что создатели сериала потратили много времени, «чтобы с лёгкостью и иронией показать в кадре товары, музыку и феномены ранних восьмидесятых» — например, первые дискеты, компьютер Robotron или невиданный при социалистическом строе Walkman.
Несколько американских критиков, в том числе Эмили Нуссбаум из The New Yorker, назвали сериал лучшим шоу 2015 года.
Авторитетные англоязычные сайты кинокритики также весьма высоко оценили сериал: на Rotten Tomatoes он имеет средний рейтинг 8,2 из 10, на Metacritic он получил «в основном благоприятные отзывы» с рейтингом 79 из 100.
В декабре 2015 года телесериал был номинирован на премию Спутник в категории «Лучший телевизионный сериал (драма)».